# Lijst van voetbalinterlands Moldavië - San Marino
Deze lijst van voetbalinterlands is een overzicht van alle officiële voetbalwedstrijden tussen de nationale teams van Moldavië en San Marino. De landen speelden tot op heden negen keer tegen elkaar. De eerste ontmoeting, een vriendschappelijke wedstrijd, werd gespeeld in Serravalle op 26 april 2000. Het laatste duel, eveneens een vriendschappelijke wedstrijd, vond plaats op 10 september 2024 in Chisinau.

## Wedstrijden
| № | Plaats     | Datum             | Competitie                  | Wedstrijd             | Uitslag |
| - | ---------- | ----------------- | --------------------------- | --------------------- | ------- |
| 1 | Serravalle | 26 april 2000     | Vriendschappelijk           | San Marino – Moldavië | 0 – 1   |
| 2 | Serravalle | 12 oktober 2010   | EK 2012 kwalificatie        | San Marino – Moldavië | 0 – 2   |
| 3 | Chisinau   | 11 oktober 2011   | EK 2012 kwalificatie        | Moldavië – San Marino | 4 – 0   |
| 4 | Serravalle | 16 oktober 2012   | WK 2014 kwalificatie        | San Marino – Moldavië | 0 – 2   |
| 5 | Chisinau   | 11 oktober 2013   | WK 2014 kwalificatie        | Moldavië – San Marino | 3 – 0   |
| 6 | Serravalle | 19 maart 2017     | Vriendschappelijk           | San Marino – Moldavië | 0 – 2   |
| 7 | Chisinau   | 12 oktober 2018   | UEFA Nations League 2018/19 | Moldavië – San Marino | 2 – 0   |
| 8 | Serravalle | 15 november 2018  | UEFA Nations League 2018/19 | San Marino – Moldavië | 0 − 1   |
| 9 | Chisinau   | 10 september 2024 | Vriendschappelijk           | Moldavië – San Marino | 1 – 0   |

## Samenvatting
| Competitie          | Totaal gespeeld | Winst Moldavië | Gelijk | Winst San Marino | Doelsaldo Moldavië – San Marino |
| ------------------- | --------------- | -------------- | ------ | ---------------- | ------------------------------- |
| WK-kwalificatie     | 2               | 2              | 0      | 0                | 5 − 0                           |
| EK-kwalificatie     | 2               | 2              | 0      | 0                | 6 − 0                           |
| UEFA Nations League | 2               | 2              | 0      | 0                | 3 − 0                           |
| Vriendschappelijk   | 3               | 3              | 0      | 0                | 4 − 0                           |
| Totaal              | 9               | 9              | 0      | 0                | 18 − 0                          |

## Details

### Eerste ontmoeting
| Vriendschappelijk (Serravalle, San Marino, 26 april 2000): |       |                      |
| San Marino                                                 | 0 – 1 | Moldavië             |
|                                                            | goals | 49' Sergei Clescenco |

### Tweede ontmoeting
| EK 2012 kwalificatie (Serravalle, San Marino, 12 oktober 2010): |       |                                             |
| San Marino                                                      | 0 – 2 | Moldavië                                    |
|                                                                 | goals | 20' Nicolae Josan 86' (pen.) Anatolie Doroș |

### Derde ontmoeting
| EK 2012 kwalificatie (Chisinau, Moldavië, 11 oktober 2011):                            |       |            |
| Moldavië                                                                               | 4 – 0 | San Marino |
| Denis Zmeu 30' Simone Bacciocchi 62' (e.d.) Alexandru Suvorov 66' Valeriu Andronic 87' | goals |            |

### Vierde ontmoeting
| WK 2014 kwalificatie (Serravalle, San Marino, 16 oktober 2012): |       |                                                |
| San Marino                                                      | 0 – 2 | Moldavië                                       |
|                                                                 | goals | 72' (pen.) Serghei Dadu 78' Alexandru Epureanu |

### Vijfde ontmoeting
| WK 2014 kwalificatie (Chisinau, Moldavië, 11 oktober 2013): |       |            |
| Moldavië                                                    | 3 – 0 | San Marino |
| Viorel Frunză 55' Eugen Sidorenco 59' Eugen Sidorenco 89'   | goals |            |

### Zesde ontmoeting
| Vriendschappelijk (Serravalle, San Marino, 19 maart 2017): |       |                                           |
| San Marino                                                 | 0 – 2 | Moldavië                                  |
|                                                            | goals | 26' Veaceslav Posmac 72' Alexandru Gaţcan |

FMF · A-internationals · Bondscoaches · Moldavisch vrouwenelftal · Moldavië U21 · Moldavië U20 · Moldavië U19 · Moldavië U18 · Moldavië U17 · Moldavië U16
1990 – 1999 ·
2000 – 2009 ·
2010 – 2019 ·
2020 − 2029
1991 · 1992 · 1993 · 1994 · 1995 · 1996 · 1997 · 1998 · 1999 · 2000 · 2001 · 2002 · 2003 · 2004 · 2005 · 2006 · 2007 · 2008 · 2009 · 2010 · 2011 · 2012 · 2013 · 2014 · 2015 · 2016 · 2017 · 2018 · 2019 · 2020 · 2021 · 2022 · 2023 · 2024
Albanië ·
Andorra ·
Armenië ·
Azerbeidzjan ·
Bosnië en Herzegovina ·
Bulgarije ·
Canada ·
Cyprus ·
Denemarken · 
Duitsland ·
El Salvador · 
Engeland ·
Estland ·
Faeröer ·
Finland ·
Frankrijk ·
Georgië ·
Gibraltar ·
Griekenland ·
Hongarije ·
Ierland ·
IJsland ·
Indonesië ·
Israël ·
Italië ·
Ivoorkust ·
Jordanië ·
Kaaimaneilanden ·
Kameroen ·
Kazachstan ·
Kirgizië ·
Kosovo ·
Kroatië ·
Letland ·
Liechtenstein ·
Litouwen ·
Luxemburg ·
Malta ·
Montenegro ·
Nederland ·
Noord-Ierland ·
Noord-Macedonië ·
Noorwegen ·
Oeganda ·
Oekraïne ·
Oostenrijk ·
Polen ·
Portugal ·
Qatar ·
Roemenië ·
Rusland ·
San Marino ·
Saoedi-Arabië ·
Schotland ·
Servië ·
Slovenië ·
Slowakije ·
Tsjechië ·
Turkije ·
Venezuela ·
Verenigde Arabische Emiraten ·
Verenigde Staten ·
Wales ·
Wit-Rusland ·
Zuid-Korea ·
Zweden ·
Zwitserland
FSGC · A-internationals · Bondscoaches · Statistieken · San Marino U21 · San Marino U19 · San Marino U18 · San Marino U17 · San Marino U16
1986 – 1989 · 1990 – 1999 · 2000 – 2009 · 2010 – 2019 · 2020 – 2029
2000 · 2001 · 2002 · 2003 · 2004 · 2005 · 2006 · 
Albanië · 
Andorra ·
Azerbeidzjan ·
België · 
Bosnië en Herzegovina · 
Bulgarije ·
Canada ·
Cyprus ·
Denemarken ·
Duitsland · 
Engeland · 
Estland · 
Faeröer · 
Finland · 
Gibraltar · 
Griekenland · 
Hongarije · 
Ierland · 
IJsland ·
Israël · 
Italië · 
Kaapverdië ·
Kazachstan ·
Kosovo ·
Kroatië · 
Letland · 
Libanon · 
Liechtenstein · 
Litouwen · 
Luxemburg ·
Malta ·
Moldavië ·
Montenegro ·
Nederland · 
Noord-Ierland · 
Noorwegen ·
Oekraïne ·
Oostenrijk · 
Polen · 
Roemenië · 
Rusland · 
Saint Kitts en Nevis ·
Saint Lucia ·
Schotland · 
Servië en Montenegro · 
Seychellen ·
Slovenië · 
Slowakije · 
Spanje · 
Syrië ·
Tsjechië · 
Turkije · 
Wales · 
Wit-Rusland · 
Zweden · 
Zwitserland
Nederland (2011)